# Atomic (Blondie)
Atomic is een nummer van de Amerikaanse band Blondie. Het nummer werd geschreven door frontvrouw Debbie Harry en keyboardspeler Jimmy Destri, terwijl Mike Chapman de productie voor zijn rekening nam. In februari 1980 werd het uitgebracht als vierde single van het vierde studioalbum van de band, Eat to the Beat.

## Achtergrond
Het nummer werd geschreven en gecomponeerd door Destri en Harry. Die laatste vertelde in een interview: "De teksten schreef ik vaak terwijl de band het nummer aan het spelen was en het probeerde uit te zoeken. Ik zou gewoon met ze mee jammen en ik zou gewoon beginnen te zeggen: 'Ooooooh, je haar is prachtig.'".
Het nummer is opgenomen in de soundtrack van de videogame Grand Theft Auto: Vice City, waar het te beluisteren is op de virtuele radiozender Wave 103. Een cover van de band Sleeper werd gebruikt in de film Trainspotting. Ook Party Animals maakten een cover van dit nummer.

## Hitnoteringen en prijzen
Atomic bereikte in de UK Singles Chart de eerste plaats, waar het twee weken genoteerd stond. Ook in Ierland, Noorwegen, Oostenrijk, Nieuw-Zeeland en Vlaanderen bereikte het de top tien. In de Nederlandse Top 40 stond het nummer vier weken genoteerd met een negenentwintigste plaats als hoogste notering.

### Nederlandse Top 40
| Positie: | 35 | 31 | 29 | 31 | uit |